# Copa Libertadores 2000
Die Copa Libertadores 2000, aufgrund des Sponsorings des Autoherstellers Toyota auch Copa Toyota Libertadores, war die 41. Auflage des wichtigsten südamerikanischen Fußballwettbewerbs für Vereinsmannschaften. Es nahmen 32 Mannschaften teil, wobei die Anzahl der Teilnehmer je nach Rang des Landes in der CONMEBOL-Rangliste ermittelt wurde, sowie zwei Vertreter aus Mexiko und Venezuela, die in der Qualifikation zwei verbleibende Plätze ermittelten. Das Teilnehmerfeld komplettierte Titelverteidiger Palmeiras São Paulo. Das Turnier begann am 15. Februar und endete am 21. Juni 2000 mit dem Final-Rückspiel. Der argentinische Vertreter Boca Juniors gewann das Finale gegen Palmeiras São Paulo und damit zum dritten Mal die Copa Libertadores.

## Qualifikation
| Pl. | Verein               | Sp. | S | U | N | Tore    | Diff. | Punkte |
| --- | -------------------- | --- | - | - | - | ------- | ----- | ------ |
| 1.  | CF Atlas             | 6   | 2 | 3 | 1 | 016:120 | +4    | 09     |
| 2.  | Club América         | 6   | 2 | 2 | 2 | 013:900 | +4    | 08     |
| 3.  | Deportivo Italchacao | 6   | 1 | 5 | 0 | 009:700 | +2    | 08     |
| 4.  | Deportivo Táchira    | 6   | 1 | 2 | 3 | 003:130 | −10   | 05     |

|                      |   |                      | Hinspiel | Rückspiel |
| -------------------- | - | -------------------- | -------- | --------- |
| Club América         | - | CF Atlas             | 2:0      | 3:6       |
| Deportivo Táchira    | - | Deportivo Italchacao | 0:2      | 0:0       |
| Deportivo Táchira    | - | Club América         | 1:0      | 0:6       |
| Deportivo Italchacao | - | Club América         | 1:1      | 1:1       |
| Deportivo Táchira    | - | CF Atlas             | 2:2      | 0:3       |
| Deportivo Italchacao | - | CF Atlas             | 3:3      | 2:2       |

## Gruppenphase

### Gruppe 1
| Pl. | Verein               | Sp. | S | U | N | Tore    | Diff. | Punkte |
| --- | -------------------- | --- | - | - | - | ------- | ----- | ------ |
| 1.  | Athletico Paranaense | 6   | 5 | 1 | 0 | 011:200 | +9    | 16     |
| 2.  | Nacional Montevideo  | 6   | 3 | 1 | 2 | 008:700 | +1    | 10     |
| 3.  | Alianza Lima         | 6   | 1 | 2 | 3 | 007:120 | −5    | 05     |
| 4.  | Emelec Guayaquil     | 6   | 0 | 2 | 4 | 003:800 | −5    | 02     |

|                      |   |                      | Hinspiel | Rückspiel |
| -------------------- | - | -------------------- | -------- | --------- |
| Alianza Lima         | - | Athletico Paranaense | 0:3      | 1:2       |
| Emelec Guayaquil     | - | Nacional Montevideo  | 0:2      | 0:1       |
| Alianza Lima         | - | Emelec Guayaquil     | 2:1      | 2:2       |
| Nacional Montevideo  | - | Alianza Lima         | 2:0      | 2:2       |
| Athletico Paranaense | - | Emelec Guayaquil     | 1:0      | 0:0       |
| Nacional Montevideo  | - | Athletico Paranaense | 1:3      | 0:2       |

### Gruppe 2
| Pl. | Verein                  | Sp. | S | U | N | Tore    | Diff. | Punkte |
| --- | ----------------------- | --- | - | - | - | ------- | ----- | ------ |
| 1.  | Boca Juniors            | 6   | 4 | 1 | 1 | 014:500 | +9    | 13     |
| 2.  | Club Atlético Peñarol   | 6   | 2 | 3 | 1 | 012:900 | +3    | 09     |
| 3.  | Club Blooming           | 6   | 2 | 1 | 3 | 009:170 | −8    | 07     |
| 4.  | CD Universidad Católica | 6   | 1 | 1 | 4 | 010:140 | −4    | 04     |

|                         |   |                         | Hinspiel | Rückspiel |
| ----------------------- | - | ----------------------- | -------- | --------- |
| CD Universidad Católica | - | Club Atlético Peñarol   | 1:1      | 1:5       |
| Club Blooming           | - | Boca Juniors            | 1:0      | 1:6       |
| Club Atlético Peñarol   | - | Club Blooming           | 2:1      | 3:3       |
| Boca Juniors            | - | CD Universidad Católica | 2:1      | 3:1       |
| Club Blooming           | - | CD Universidad Católica | 3:1      | 0:5       |
| Club Atlético Peñarol   | - | Boca Juniors            | 0:0      | 1:3       |

### Gruppe 3
| Pl. | Verein                | Sp. | S | U | N | Tore    | Diff. | Punkte |
| --- | --------------------- | --- | - | - | - | ------- | ----- | ------ |
| 1.  | Corinthians São Paulo | 6   | 4 | 1 | 1 | 017:900 | +8    | 13     |
| 2.  | Club América          | 6   | 3 | 1 | 2 | 015:900 | +6    | 10     |
| 3.  | Club Olimpia          | 6   | 2 | 2 | 2 | 013:170 | −4    | 08     |
| 4.  | LDU Quito             | 6   | 0 | 2 | 4 | 003:130 | −10   | 02     |

|               |   |               | Hinspiel | Rückspiel |
| ------------- | - | ------------- | -------- | --------- |
| Club América  | - | Corinthians   | 2:0      | 1:2       |
| Liga de Quito | - | Club Olimpia  | 0:1      | 1:1       |
| Club Olimpia  | - | Club América  | 3:1      | 2:8       |
| Corinthians   | - | Liga de Quito | 6:0      | 2:0       |
| Club América  | - | Liga de Quito | 1:0      | 2:2       |
| Club Olimpia  | - | Corinthians   | 2:2      | 4:5       |

### Gruppe 4
| Pl. | Verein                  | Sp. | S | U | N | Tore    | Diff. | Punkte |
| --- | ----------------------- | --- | - | - | - | ------- | ----- | ------ |
| 1.  | River Plate             | 6   | 2 | 3 | 1 | 011:900 | +2    | 09     |
| 2.  | CF Atlas                | 6   | 2 | 2 | 2 | 013:100 | +3    | 08     |
| 3.  | CF Universidad de Chile | 6   | 2 | 2 | 2 | 010:100 | ±0    | 08     |
| 4.  | Atlético Nacional       | 6   | 2 | 1 | 3 | 011:160 | −5    | 07     |

|                         |   |                         | Hinspiel | Rückspiel |
| ----------------------- | - | ----------------------- | -------- | --------- |
| CF Atlas                | - | River Plate             | 1:1      | 2:3       |
| CF Universidad de Chile | - | Atlético Nacional       | 4:0      | 1:4       |
| Atlético Nacional       | - | CF Atlas                | 2:3      | 1:5       |
| River Plate             | - | CF Universidad de Chile | 3:1      | 1:1       |
| CF Atlas                | - | CF Universidad de Chile | 0:0      | 2:3       |
| Atlético Nacional       | - | River Plate             | 1:1      | 3:2       |

### Gruppe 5
| Pl. | Verein                               | Sp. | S | U | N | Tore    | Diff. | Punkte |
| --- | ------------------------------------ | --- | - | - | - | ------- | ----- | ------ |
| 1.  | Atlético Junior                      | 6   | 4 | 0 | 2 | 007:400 | +3    | 12     |
| 2.  | Club Cerro Porteño                   | 6   | 3 | 1 | 2 | 009:600 | +3    | 10     |
| 3.  | Club Atlético San Lorenzo de Almagro | 6   | 2 | 2 | 2 | 010:900 | +1    | 08     |
| 4.  | Universitario de Deportes            | 6   | 1 | 1 | 4 | 002:900 | −7    | 04     |

|                                      |   |                                      | Hinspiel | Rückspiel |
| ------------------------------------ | - | ------------------------------------ | -------- | --------- |
| Club Cerro Porteño                   | - | Atlético Junior                      | 1:0      | 0:2       |
| Club Atlético San Lorenzo de Almagro | - | Universitario de Deportes            | 3:0      | 1:1       |
| Universitario de Deportes            | - | Club Cerro Porteño                   | 1:0      | 0:3       |
| Atlético Junior                      | - | Club Atlético San Lorenzo de Almagro | 3:1      | 0:2       |
| Club Atlético San Lorenzo de Almagro | - | Club Cerro Porteño                   | 2:2      | 1:3       |
| Atlético Junior                      | - | Universitario de Deportes            | 1:0      | 1:0       |

### Gruppe 6
| Pl. | Verein              | Sp. | S | U | N | Tore    | Diff. | Punkte |
| --- | ------------------- | --- | - | - | - | ------- | ----- | ------ |
| 1.  | América de Cali     | 6   | 5 | 1 | 0 | 020:100 | +10   | 16     |
| 2.  | Rosario Central     | 6   | 2 | 3 | 1 | 019:170 | +2    | 09     |
| 3.  | Sporting Cristal    | 6   | 1 | 1 | 4 | 009:130 | −4    | 04     |
| 4.  | Atlético Colegiales | 6   | 1 | 1 | 4 | 010:180 | −8    | 04     |

|                     |   |                     | Hinspiel | Rückspiel |
| ------------------- | - | ------------------- | -------- | --------- |
| Atlético Colegiales | - | América de Cali     | 2:5      | 1:2       |
| Rosario Central     | - | Sporting Cristal    | 3:1      | 3:3       |
| Sporting Cristal    | - | Atlético Colegiales | 3:0      | 1:2       |
| América de Cali     | - | Rosario Central     | 5:3      | 3:3       |
| América de Cali     | - | Sporting Cristal    | 3:1      | 2:0       |
| Rosario Central     | - | Atlético Colegiales | 4:2      | 3:3       |

### Gruppe 7
| Pl. | Verein              | Sp. | S | U | N | Tore    | Diff. | Punkte |
| --- | ------------------- | --- | - | - | - | ------- | ----- | ------ |
| 1.  | Palmeiras São Paulo | 6   | 3 | 1 | 2 | 016:100 | +6    | 10     |
| 2.  | CD El Nacional      | 6   | 3 | 1 | 2 | 010:700 | +3    | 10     |
| 3.  | EC Juventude        | 6   | 2 | 1 | 3 | 008:120 | −4    | 07     |
| 4.  | Club The Strongest  | 5   | 2 | 0 | 3 | 010:150 | −5    | 06     |

|                    |   |                    | Hinspiel | Rückspiel |
| ------------------ | - | ------------------ | -------- | --------- |
| Palmeiras          | - | Club The Strongest | 4:0      | 2:4       |
| Juventude          | - | CD El Nacional     | 1:0      | 0:2       |
| Club The Strongest | - | Juventude          | 5:1      | 0:4       |
| CD El Nacional     | - | Palmeiras          | 3:1      | 1:4       |
| CD El Nacional     | - | Club The Strongest | 0:0      | 4:1       |
| Palmeiras          | - | Juventude          | 3:0      | 2:2       |

### Gruppe 8
| Pl. | Verein                    | Sp. | S | U | N | Tore    | Diff. | Punkte |
| --- | ------------------------- | --- | - | - | - | ------- | ----- | ------ |
| 1.  | Club Bolívar              | 6   | 3 | 1 | 2 | 012:900 | +3    | 10     |
| 2.  | Atlético Mineiro          | 6   | 3 | 0 | 3 | 009:700 | +2    | 09     |
| 3.  | Club Atlético Bella Vista | 6   | 2 | 2 | 2 | 008:500 | +3    | 08     |
| 4.  | CD Cobreloa               | 6   | 1 | 3 | 2 | 007:150 | −8    | 06     |

|                           |   |                           | Hinspiel | Rückspiel |
| ------------------------- | - | ------------------------- | -------- | --------- |
| Atlético Mineiro          | - | Club Bolívar              | 1:0      | 0:4       |
| Club Atlético Bella Vista | - | CD Cobreloa               | 1:1      | 1:1       |
| Club Bolívar              | - | Club Atlético Bella Vista | 1:0      | 0:4       |
| CD Cobreloa               | - | Atlético Mineiro          | 1:0      | 0:6       |
| CD Cobreloa               | - | Club Bolívar              | 3:3      | 1:4       |
| Atlético Mineiro          | - | Club Atlético Bella Vista | 2:1      | 0:1       |

## Achtelfinale
|                       | Gesamt          |                       | Hinspiel | Rückspiel |
| --------------------- | --------------- | --------------------- | -------- | --------- |
| Atlético Mineiro      | 2:2 (5:3 i. E.) | Athletico Paranaense  | 1:0      | 1:2       |
| Rosario Central       | 5:5 (3:4 i. E.) | Corinthians São Paulo | 3:2      | 2:3       |
| CD El Nacional        | 3:5             | Boca Juniors          | 0:0      | 3:5       |
| Club Cerro Porteño    | 0:5             | River Plate           | 0:4      | 0:1       |
| CF Atlas              | 5:1             | Atlético Junior       | 2:0      | 3:1       |
| Club Atlético Peñarol | 3:3 (2:3 i. E.) | Palmeiras São Paulo   | 2:0      | 1:3       |
| Club América          | 5:3             | América de Cali       | 2:1      | 3:2       |
| Nacional Montevideo   | 3:3 (3:5 i. E.) | Club Bolívar          | 3:0      | 0:3       |

## Viertelfinale
|                  | Gesamt |                       | Hinspiel | Rückspiel |
| ---------------- | ------ | --------------------- | -------- | --------- |
| Atlético Mineiro | 2:3    | Corinthians São Paulo | 1:1      | 1:2       |
| River Plate      | 2:4    | Boca Juniors          | 2:1      | 0:3       |
| CF Atlas         | 2:5    | Palmeiras São Paulo   | 0:2      | 2:3       |
| Club América     | 4:1    | Club Bolívar          | 2:0      | 2:1       |

## Halbfinale
|                       | Gesamt          |                     | Hinspiel | Rückspiel |
| --------------------- | --------------- | ------------------- | -------- | --------- |
| Corinthians São Paulo | 6:6 (4:5 i. E.) | Palmeiras São Paulo | 4:3      | 2:3       |
| Boca Juniors          | 5:4             | Club América        | 4:1      | 1:3       |

## Finale

### Hinspiel
| Boca Juniors                                              | Boca Juniors | Palmeiras São Paulo | Palmeiras São Paulo |
| --------------------------------------------------------- | --- | --- | ------------------- |
| Boca Juniors                                              | \| 14. Juni 2000 in Buenos Aires, Argentinien (La Bombonera) \| \| Ergebnis: 2:2 (1:1) \| \| Zuschauer: 50.600 \| \| Schiedsrichter: Gustavo Méndez ( Uruguay) \| | \| 14. Juni 2000 in Buenos Aires, Argentinien (La Bombonera) \| \| Ergebnis: 2:2 (1:1) \| \| Zuschauer: 50.600 \| \| Schiedsrichter: Gustavo Méndez ( Uruguay) \|                               | Palmeiras São Paulo |
| Boca Juniors                                              | Óscar Córdoba – Hugo Ibarra, Jorge Bermúdez, Walter Samuel, Rodolfo Arruabarrena, Cristian Traverso, Sebastián Battaglia, Juan Román Riquelme, Gustavo Barros Schelotto (65. César La Paglia), Christian Giménez (46. Martín Palermo), Antonio Barijho (46. Guillermo Barros Schelotto) Cheftrainer: Carlos Bianchi | Marcos – Neném, Roque Júnior, Argel Fuchs, Júnior, Rogério, César Sampaio, Galeano, Alex (87. Tiago), Pena (62. Marcelo Ramos), Euller (85. Faustino Asprilla) Cheftrainer: Luiz Felipe Scolari | Palmeiras São Paulo |
| Boca Juniors                                              | 1:0 Rodolfo Arruabarrena (22.) 2:1 Rodolfo Arruabarrena (61.) | 1:1 Pena (43.) 2:2 Euller (63.) | Palmeiras São Paulo |
| 14. Juni 2000 in Buenos Aires, Argentinien (La Bombonera) | | |                     |
| Ergebnis: 2:2 (1:1)                                       | | |                     |
| Zuschauer: 50.600                                         | | |                     |
| Schiedsrichter: Gustavo Méndez ( Uruguay)                 | | |                     |

### Rückspiel
| Palmeiras São Paulo                                        | Palmeiras São Paulo | Boca Juniors | Boca Juniors |
| ---------------------------------------------------------- | --- | --- | ------------ |
| Palmeiras São Paulo                                        | \| 21. Juni 2000 in São Paulo, Brasilien (Estádio do Morumbi) \| \| Ergebnis: 0:0, 2:4 i. E. \| \| Zuschauer: 75.000 \| \| Schiedsrichter: Epifanio González ( Paraguay) \|           | \| 21. Juni 2000 in São Paulo, Brasilien (Estádio do Morumbi) \| \| Ergebnis: 0:0, 2:4 i. E. \| \| Zuschauer: 75.000 \| \| Schiedsrichter: Epifanio González ( Paraguay) \|                                                          | Boca Juniors |
| Palmeiras São Paulo                                        | Marcos – Rogério, Argel Fuchs, Roque Júnior, Júnior, César Sampaio, Galeano, Alex, Marcelo Ramos (35. Faustino Asprilla), Pena (61. Basílio), Euller Cheftrainer: Luiz Felipe Scolari | Óscar Córdoba – Hugo Ibarra, Jorge Bermúdez, Walter Samuel, Rodolfo Arruabarrena, Sebastián Battaglia, Cristian Traverso, José Basualdo, Juan Román Riquelme, Guillermo Barros Schelotto, Martín Palermo Cheftrainer: Carlos Bianchi | Boca Juniors |
| Palmeiras São Paulo                                        | Elfmeterschießen | | Boca Juniors |
| Palmeiras São Paulo                                        | 1:0 Alex Faustino Asprilla Roque Júnior 2:3 Rogério | 1:1 Guillermo Barros Schelotto 1:2 Juan Román Riquelme 1:3 Martín Palermo 2:4 Jorge Bermúdez | Boca Juniors |
| 21. Juni 2000 in São Paulo, Brasilien (Estádio do Morumbi) | | |              |
| Ergebnis: 0:0, 2:4 i. E.                                   | | |              |
| Zuschauer: 75.000                                          | | |              |
| Schiedsrichter: Epifanio González ( Paraguay)              | | |              |